# دائرة سيدي عيش
دائرة سيدي عيش إحدى دوائر ولاية بجاية الجزائرية . عاصمتها هي سيدي عيش وتضم بلديات : 
- سيدي عيش
- لفلاي
- تينبذار
- تيفرة
- سيدي عياد

## مواضيع ذات صلة
- دوائر ولاية بجاية
- بلديات ولاية بجاية